# Mieczysław Miller
Mieczysław Miller (ur. 1876, zm. 28 lipca 1914 w Szombathely) – kapitan piechoty cesarskiej i królewskiej Armii, jeden z pionierów lotnictwa na ziemiach polskich.

## Życiorys
Na stopień podporucznika został mianowany ze starszeństwem z 1 września 1899 w korpusie oficerów piechoty. Pełnił służbę w Batalionie Pionierów Nr 10 w Przemyślu. Na stopień porucznika został mianowany ze starszeństwem z 1 listopada 1904 w korpusie oficerów piechoty. W latach 1904−1910 był przydzielony do Szkoły Kadetów Pionierów (niem. Pionierkadettenschule) w Hainburgu.
W 1910 został przydzielony do Wojskowego Zakładu Aeronautycznego (niem. Militäraeronautische Anstalt), pozostając oficerem nadetatowym PB. 10. W następnym roku zakład został przeformowany w Oddział Aeronautyczny (niem. Luftschifferabteilung).
W 1910 otrzymał oficjalną licencję F.A.I. szkoły Blériota. Tym samym stał się pierwszym austro-węgierskim pilotem wojskowym, ale oprócz tego pierwszym polskim pilotem wojskowym.
W kwietniu 1911 zakupiono dla armii austro-węgierskiej pierwszy samolot, Etrich Taube. Pierwszy kurs na pilotów wojskowych pod kierownictwem Mieczysława Millera rozpoczął się w Wiener Neustadt 19 kwietnia 1911. Przyjęto nań 27 oficerów z armii i floty, szkolenie prowadzono na kolejnych, zakupionych samolotach Etrich Taube a ukończyło je 16 pilotów.
6 października 1912 roku M. Miller wykonał pierwsze loty akrobacyjne nad Krakowem. Następnie powtórzył akrobacje nad Lwowem.
Kapitan Miller, posiadający od 20 września 1911 roku zaszczytny tytuł pilota polowego (niem. Feldpilot), został oficjalnie mianowany komendantem najważniejszego Flugparku 2 w Wiener Neustadt. Zgodnie z rozporządzeniem szefa c. i k. Sztabu Generalnego Flugparki miały być w razie zagrożenia wojną bazą, na podstawie której formowano by polowe jednostki lotnicze przydzielane do poszczególnych armii.
W latach 1912–1913 wziął udział w mobilizacji sił zbrojnych Monarchii Austro-Węgierskiej, wprowadzonej w związku z wojną na Bałkanach. Na stopień kapitana został mianowany ze starszeństwem z 1 maja 1913 w korpusie oficerów piechoty. W tym samym roku został przeniesiony macierzyście do Batalionu Saperów Nr 1 w Krakowie.
Zginął w wypadku samochodowym 28 lipca 1914 roku w okolicach Szombathely.

## Ordery i odznaczenia
- Brązowy Medal Zasługi Wojskowej Signum Laudis na czerwonej wstążce (Austro-Węgry)[9]
- Brązowy Medal Jubileuszowy Pamiątkowy dla Sił Zbrojnych i Żandarmerii (Austro-Węgry)[9]
- Krzyż Jubileuszowy Wojskowy (Austro-Węgry)[9]
- Krzyż Pamiątkowy Mobilizacji 1912–1913 (Austro-Węgry)[9]